# Gergana Brănzova
Gergana Brănzova, già coniugata Erdenay (in bulgaro Гергана Брънзова?; Burgas, 25 luglio 1976), è un'ex cestista bulgara con cittadinanza turca, professionista nella WNBA.
È la figlia di Bojčo Brănzov e la sorella di Albena Brănzova. È stata la moglie di Harun Erdenay.

## Carriera
È stata selezionata dalle Detroit Shock al terzo giro del Draft WNBA 1998 (24ª scelta assoluta).